# Dave Laut
David Lester Laut (Findlay, 21 dicembre 1956 – Oxnard, 28 agosto 2009) è stato un pesista statunitense, vincitore della medaglia di bronzo ai Giochi olimpici di Los Angeles  nel 1984.
Il 28 agosto 2009 Laut morì all'età di 52 anni nella sua casa di Oxnard, California, dopo essere stato colpito più volte alla testa con una pistola. Sua moglie Jane fu arrestata cinque mesi più tardi. Lei sostenne che aveva sparato al marito per legittima difesa.

## Palmarès
| Anno | Manifestazione      | Sede        | Evento         | Risultato | Misura  | Note                  |
| ---- | ------------------- | ----------- | -------------- | --------- | ------- | --------------------- |
| 1979 | Giochi panamericani | San Juan    | Getto del peso | Oro       | 20,22 m | Record dei campionati |
| 1983 | Mondiali            | Helsinki    | Getto del peso | 4º        | 20,60 m |                       |
| 1984 | Olimpiadi           | Los Angeles | Getto del peso | Bronzo    | 20,97 m |                       |